# Ritterella aequalisiphonis
Ritterella aequalisiphonis är en sjöpungsart som först beskrevs av Friedrich Ritter och William Forsyth 1917.  Ritterella aequalisiphonis ingår i släktet Ritterella och familjen Ritterellidae. Inga underarter finns listade i Catalogue of Life.